# Nüziders
Nüziders este o comună cu 4.893 loc. (2009), situată în partea de vest a Austriei, în districtul Bludenz, regiunea Vorarlberg din Austria.